# Кузница Бога
«Бо́жья ку́зница» (англ. The Forge of God) — научно-фантастический роман 1987 года американского писателя Грега Бира.
Роман вошёл в число финалистов в номинации на премию «Небьюла» в категории «лучший роман» 1987 года, а также был номинирован на премии «Хьюго» и «Локус» уже в 1988 году.

## Сюжет
В романе происходят фантастические события. В пустыне был обнаружен полумертвый пришелец, который говорит по-английски: «Извини, но есть плохие новости», а также последующие допрос и вскрытие пришельца;[уточнить] открытие искусственного геологического образования и его дальнейшее ядерное уничтожение[уточнить] отчаявшимися военными; и в конечном счете - разрушение Земли путем аннигиляции сгустков нейтрония и антинейтрония, сброшенных в ядро Земли.
В романе также присутствует ещё одна фракция, которая на Земле представлена маленькими роботами-пауками, набирающими агентов среди людей с помощью какой-то формы контроля разума. Они собирают все данные о людях: биологические записи, образцы тканей, семена и ДНК из биосферы, а также эвакуируют несколько человек с Земли. В космическом пространстве машины этой фракции ведут борьбу и в итоге уничтожают нападавших. Эвакуированные люди в конце концов устраивают поселения на недавно освоенном Марсе, а некоторые формируют экипаж корабля «Закон» для охоты на убийц.
Один из центральных персонажей повествования — Артур Гордон, ученый, который вместе с женой Франсин и сыном Мартином входит в список спасенных от разрушения Земли.
Книга демонстрируют по крайней мере одно решение парадокса Ферми, когда цивилизации были вытеснены приходом самовоспроизводящихся машин, призванных уничтожить любую потенциальную угрозу для их («возможно, давно умерших») создателей.

## Экранизация
В начале 2000-х «Божья кузница», «Наковальня звезд» и ненаписанная третья книга были готовы к разработке сценария для экранизации компанией Warner Bros. Сообщалось, что Стивен Саско работает над сценарием по мотивам «Божьей кузницы». В июле 2006 года Грег Бир на своем веб-сайте упомянул, что фильм «До сих пор готовится, студия работает».
В октябре 2010 года Бир прокомментировал на своем веб-сайте, что Кен Нолан (автор сценария фильма Ридли Скотта "Чёрный ястреб") активно работает над сценарием.